# 소포트 등대

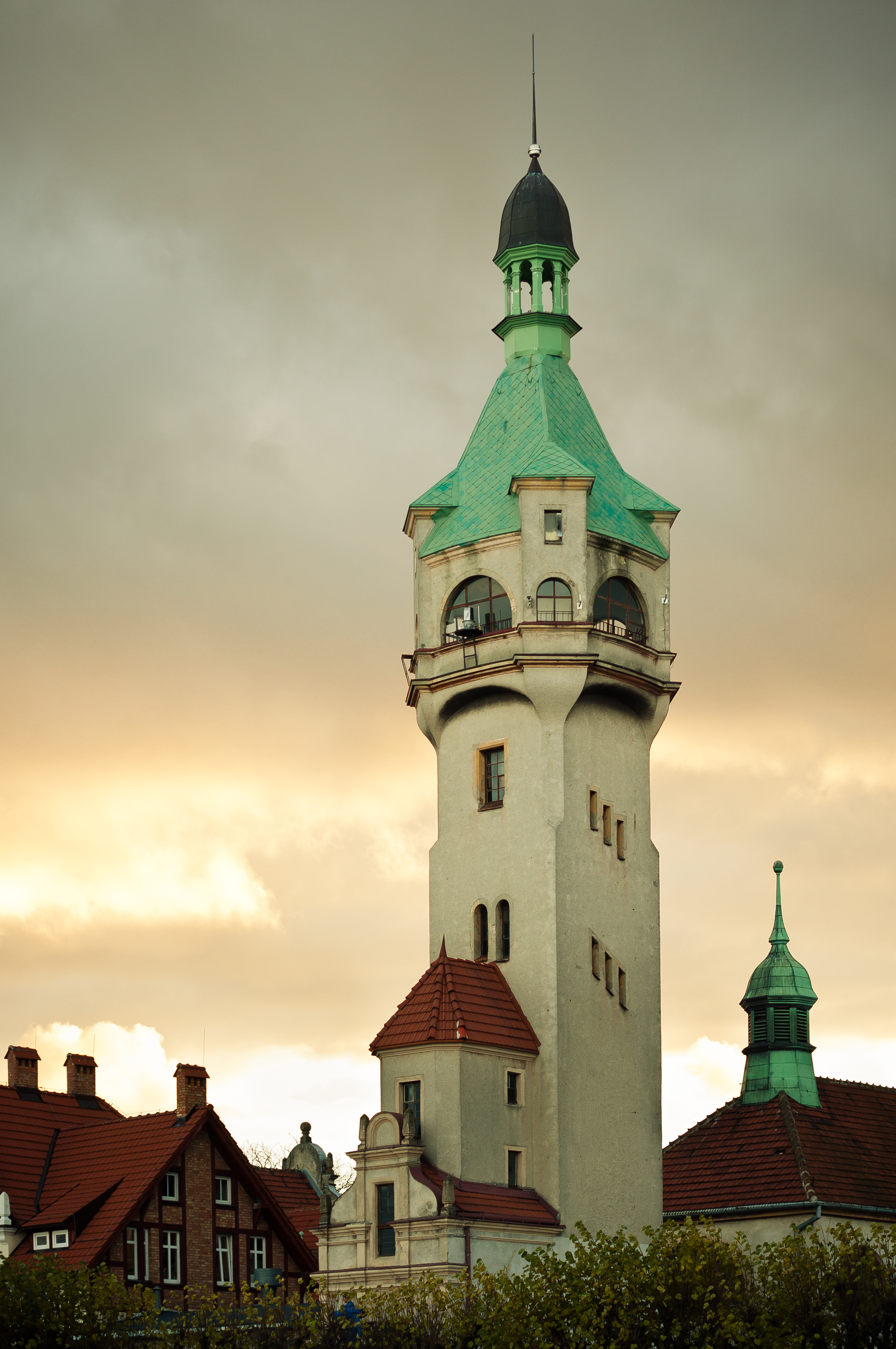
소포트 등대

소포트 등대(폴란드어: Latarnia Morska Sopot)는 폴란드 포모제주 소포트에 있는 등대로, 발트해에 접한다. 1903년과 1904년 사이에 온천연구소의 일부로 건설되었다. 이후 초점 거리의 범위가 7 해리 (13 km; 8 mi)로 줄어들었다. 기존 기준에 따르면 더 이상 공식적으로 등대가 아니지만 여전히 등대라고 불리고 있으며,  방문객에게 공개되어 있다.